# Remigiusz Sobociński
Remigiusz Sobociński (ur. 11 marca 1974 w Iławie) – polski piłkarz grający na pozycji napastnika.

## Kariera piłkarska
W polskiej ekstraklasie Remigiusz Sobociński rozegrał 202 mecze i zdobył 26 goli.
Karierę piłkarską rozpoczął w Jezioraku Iława. Grał tam 4 sezony. W sezonie 1997/98 przeniósł się do Amiki Wronki. Rozegrał tam 8 sezonów. W sezonie 2004/05 nie miał pewnego miejsca w składzie Amiki więc przeniósł się do Kujawiaka Włocławek. W sezonie 2005/06 został zawodnikiem Jagiellonii Białystok, z którą awansował do ekstraklasy.
W kolejnym sezonie Sobociński zdobył pierwszą bramkę dla Jagiellonii po jej powrocie do ekstraklasy w meczu rozegranym przeciwko Polonii Bytom (2:1). W 2008 roku przeszedł do Śląska Wrocław. W zespole Ryszarda Tarasiewicza Sobociński wystąpił w 21 meczach, strzelając jedną bramkę. Po zakończonym sezonie zarząd Śląska zdecydował umieścić go na listę transferową. W efekcie transferu w sezonie 2009/10 znalazł się ponownie w swoim rodzinnym klubie – Jezioraku Iława. Spędził tam trzy sezony. Od roku 2012 występuje w zespole GKS Wikielec, z którym udało mu się dwa razy wywalczyć awans do III-ligi.

## Sukcesy

### Drużynowe

#### Amica Wronki
- Puchar Polski (3): 1998, 1999, 2000
- Superpuchar Polski (1): 1999

#### Śląsk Wrocław
- Puchar ligi (1): 2009

#### GKS Wikielec
- IV liga (1): 2017, 2019

## Życie rodzinne
Synem Remigiusza jest Maddox Sobociński, reprezentant kadry narodowej U-14 w piłce nożnej.